# 於保多神社
於保多神社（おおたじんじゃ）は、富山県富山市にある神社である。社格は県社兼郷社。
菅原道真公・富山藩初代藩主前田利次・二代藩主正甫・十代藩主利保を祀る。「富山の天神様」として崇敬を受ける。

## 歴史
元は浄禅寺（現 富山市梅沢町）の境内社であった。弘長3年（1263年）、菅原道真公の尊像を奉り錦重山浄禅寺としたのに始まる。寛文5年（1665年）、浄禅寺境内に新たに天満宮を作り、北野天神を勧請した。富山藩主前田家は菅原道真の末裔を称しており、浄禅寺天満宮は前田家の祈願所とされた。宝永5年（1708年）現在地に遷座し、明治6年（1873年）に通称「柳町天満宮」から現在の「於保多神社」に改称した。

## 施設
絵馬堂の中央の神牛の像を撫でて合格を祈願すると願い事が叶うと言われている。境内には、正甫が鋳造させた鐘で作った正甫公徳碑がある。元は富山城で時鐘として使われていたもので、明治時代に他所に移されたが、明治32年の大火で半分焼け落ちたので、当社に奉納され正甫公の記念碑とされた。

## 神事
全国の菅原道真を祀る神社などで行われる特殊神事、「鷽替え」が2018年5月に、13年ぶりに復活した。